# Секондсетт-Айленд (Массачусетс)
Секондсетт-Айленд (англ. Seconsett Island) — переписна місцевість (CDP) в США, в окрузі Барнстебел штату Массачусетс. Населення — 98 осіб (2020).

## Географія
Секондсетт-Айленд розташований за координатами 41°34′0″ пн. ш. 70°30′44″ зх. д. / 41.56667° пн. ш. 70.51222° зх. д. (41.566793, -70.512224).  За даними Бюро перепису населення США в 2010 році переписна місцевість мала площу 0,28 км², з яких 0,27 км² — суходіл та 0,01 км² — водойми.

## Демографія
Згідно з переписом 2010 року, у переписній місцевості мешкало 100 осіб у 51 домогосподарстві у складі 28 родин. Густота населення становила 358 осіб/км².  Було 131 помешкання (469/км²).
Расовий склад населення:
| - 97,0 % — білих - 1,0 % — чорних або афроамериканців |

До двох чи більше рас належало 2,0 %. Частка іспаномовних становила 0,0 % від усіх жителів.
За віковим діапазоном населення розподілялося таким чином: 13,0 % — особи молодші 18 років, 65,0 % — особи у віці 18—64 років, 22,0 % — особи у віці 65 років та старші. Медіана віку мешканця становила 56,3 року. На 100 осіб жіночої статі у переписній місцевості припадало 75,4 чоловіків;  на 100 жінок у віці від 18 років та старших — 70,6 чоловіків також старших 18 років.
Цивільне працевлаштоване населення становило 16 осіб. Основні галузі зайнятості: науковці, спеціалісти, менеджери — 50,0 %, мистецтво, розваги та відпочинок — 50,0 %.